# ميولة عليا (مقاطعة تشرداول)
ميولة عليا (بالفارسية: میوله علیا) هي قرية تقع في قسم آسمان آباد الريفي في إيران. يقدر عدد سكانها بـ 152 نسمة .